# 小腸虚
小腸虚（しょうちょうきょ）とは、漢方医学で言う消化器系など全般の機能低下によりおこる症状を言う。

## 概要
漢方医学では六腑のうち小腸は五行思想で言う火を司る機能を指し、六臓で言えば心臓、五官で言えば舌、五体で言えば血脈に相当するため小腸の機能の低下は（西欧医学で言う小腸の機能障害とは異なる）消化不良による便秘、難聴、月経不順、眼精疲労、卵巣痛、下肢内則のつれ、肩凝り、偏頭痛などがあらわれるとされる。漢方医学では
対処としては
鍼灸においては五行や東洋医学の治療方針の関係から五行では自経が虚すれば、その母を補うとされており、この場合、火の気である小腸が虚すれば木の気である母の胆を補えとされており、小腸経の後谿穴、胆経の足臨泣穴が用いられる。